# Wolfgang Meyer (Politiker, 1934)

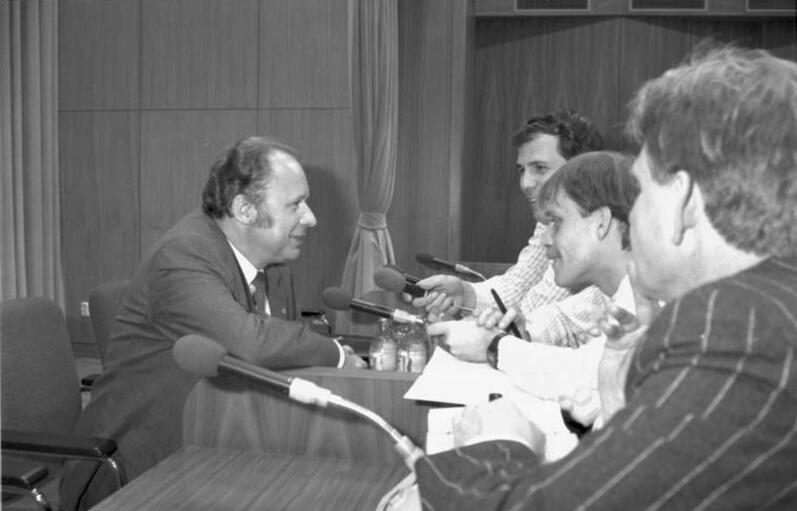
Meyer verkündet am 7. November 1989 vor der internationalen Presse den Rücktritt des DDR-Ministerrates

Wolfgang Meyer (* 26. Juli 1934 in Berlin; † 23. März 2011) war ein deutscher Journalist und Funktionär in der DDR. 

## Leben
Wolfgang Meyer war der Sohn eines Bankangestellten. Er besuchte von 1940 bis 1953 die Grund- und Oberschule in Berlin-Prenzlauer Berg. Nach dem Abitur studierte er Slawistik an der Humboldt-Universität zu Berlin.
Er arbeitete von 1957 bis 1975 für den ADN als Redakteur und Auslandskorrespondent. So war er von 1960 bis 1963 Korrespondent in Léopoldville (Kongo) und Bamako (Mali). 1962 trat er in die SED ein. Von 1967 bis 1971 war er ADN-Korrespondent bei der UNO in New York. 1975 wurde er Leiter der Hauptabteilung Presse und Information im Ministerium für Auswärtige Angelegenheiten. Im November 1989 wurde er Leiter des Presseamtes beim Ministerrat sowie erster und einziger Regierungssprecher der DDR in der Modrow-Regierung. Seine erste Amtshandlung bestand in der Bekanntgabe des Rücktritts der Regierung Stoph infolge der Unruhen und Demonstrationen im ganzen Land. 
Er war Geschäftsführer des Instituts für angewandte Wirtschafts- u. Sozialforschung »Conkret« in Berlin und von 1999 bis 2005 Mitarbeiter des PDS-Ehrenvorsitzenden Hans Modrow. Zuletzt war er Mitarbeiter der Linkspartei-Zentrale in Berlin.